# Малта на Летњим олимпијским играма 1928.
Малта је на Летњим олимпијским играма у Амстердаму 1996. дебитовала на Олимпијским играма.
Делегацију Малте, је представљала Ватерполо репрезентација Малте са 9 мушких такмичара. 
Малтешки олимпијски тим се придружио групи земаља које нису освојиле ниједну медаљу. 
Најмлађи учесник у репрезентацији Малте био је ватерполиста Louis Darmanin са 19 година и 259 дана, а најстарији такође ватерполиста Turu Rizzo са 34 год и 144 дана..

## Учесници по спортовима
| Спорт     | Мушкарци | Жене | Укупно |
| --------- | -------- | ---- | ------ |
| Ватерполо | 9        | 0    | 9      |
| Укупно(1) | 9        | 0    | 9      |

## Ватерполо
На турниру је учествовало четрнаест репрезентација. Свакој репрезентацији је било дозвољено да има једанаест играча. Турнир се играо по коп систему:
Ватерполо репрезентација Малте: Harry Bonavia, Meme Busietta, Victor Busietta, Louis Darmanin, Edward Magri, Francisco Nappa, Victor Pace, Turu Rizzo, 
Roger Vella.
Селектор:

### Резултати
Осмина финала
Малта — Луксембург 3 : 1
Четвртфинале
Француска — Малта 16 : 0
Репрезентација Малте се пласирала од петог до осмог места.